# Scott Jaeck
Scott Jaeck (Milwaukee, 29 ottobre 1954) è un attore statunitense.

## Biografia
Ha frequentato la New Trier High School di Winnetka, Illinois, diplomandosi nel 1973. Successivamente frequentò l'Università del Wisconsin-Milwaukee.
Dal 1987 al 1988  ha interpretato Cain Garver nelle soap opera Santa Barbara. Ha avuto ruoli ricorrenti nelle serie Streghe nei panni di Samuel Wilder e in E.R. - Medici in prima linea nei panni del Dr. Steven Flint. È apparso nell'episodio "The Finale" di Seinfeld come agente di polizia e negli episodi di due spin-off del franchise Star Trek, Star Trek: The Next Generation e Star Trek: Voyager. È apparso anche a Broadway nell'opera August: Osage County.
Ha recitato in diverse opere in teatri come il Milwaukee Repertory Theatre, la Pasadena Playhouse, l'Indiana Repertory Theatre, l'Alliance Theatre e la Shakespeare Theatre Company di Washington.

## Vita privata
È stato sposato con l'attrice Mariann Mayberry fino alla morte di lei avvenuta il 1 agosto 2017.

## Filmografia parziale

### Cinema
- Un uomo innocente (An Innocent Man), regia di Peter Yates (1989)
- Washington Square - L'ereditiera (Washington Square), regia di Agnieszka Holland (1997)
- The Lucky Ones - Un viaggio inaspettato (The Lucky Ones), regia di Neil Burger (2007)
- Oh, Canada - I tradimenti (Oh, Canada), regia di Paul Schrader (2024)

### Televisione
- A passo di fuga (Hot Pursuit) – serie TV, un episodio (1984)
- T.J. Hooker – serie TV, un episodio (1985)
- Hotel – serie TV, un episodio (1985)
- Bravo Dick (Newhart) – serie TV, un episodio (1985)
- Ai confini della realtà (The Twilight Zone) – serie TV, un episodio (1985)
- Mai dire sì (Remington Steele) – serie TV, un episodio (1985)
- Una gelata precoce (An Early Frost), regia di John Erman – film TV (1985)
- Cacciatori di ombre (Shadow Chasers) – serie TV, un episodio (1986)
- Santa Barbara – soap opera, 230 puntate (1987-1988)
- Hunter – serie TV, un episodio (1989)
- La bella e la bestia (Beauty and the Beast) – serie TV, un episodio (1989)
- Benvenuto sulla Terra (Hard Time on Planet Earth) – serie TV, un episodio (1989)
- Quattro donne in carriera (Designing Women) – serie TV, un episodio (1989)
- Alien Nation – serie TV, un episodio (1990)
- Booker – serie TV, un episodio (1990)
- Capital News – serie TV, un episodio (1990)
- China Beach – serie TV, 4 episodi (1990)
- Blue Jeans (The Wonder Years) – serie TV, un episodio (1991)
- Beverly Hills 90210 – serie TV, 5 episodi (1991-1993)
- Star Trek: The Next Generation – serie TV, un episodio (1992)
- Renegade – serie TV, 2 episodi (1992-1996)
- Street Justice – serie TV, un episodio (1992)
- Una famiglia come le altre (Life Goes On) – serie TV, un episodio (1993)
- L.A. Law - Avvocati a Los Angeles (L.A. Law) – serie TV, un episodio (1994)
- E.R. - Medici in prima linea (ER) – serie TV, 12 episodi (1994-2002)
- Star Trek: Voyager – serie TV, un episodio (1995)
- JAG - Avvocati in divisa (JAG) – serie TV, 3 episodi (1995-1996)
- La famiglia Brock (Picket Fences) – serie TV, un episodio (1996)
- Dark Skies - Oscure presenze (Dark Skies) – serie TV, un episodio (1996)
- The Larry Sanders Show – serie TV, un episodio (1996)
- Chicago Hope – serie TV, 2 episodi (1996-1997)
- Innamorati pazzi (Mad About You) – serie TV, un episodio (1997)
- L'ultima lezione del professor Griffin (Killing Mr. Griffin), regia di Jack Bender – film TV (1997)
- NYPD - New York Police Department (NYPD Blue) – serie TV, 4 episodi (1997)
- Brooklyn South – serie TV, un episodio (1997)
- Jarod il camaleonte (The Pretender) – serie TV, un episodio (1998)
- Seinfeld – serie TV, un episodio (1998)
- Beautiful (The Bold and the Beautiful) – serie TV, 3 episodi (1998)
- Cinque in famiglia (Party of Five) – serie TV, un episodio (1999)
- Nash Bridges – serie TV, un episodio (1999)
- Streghe (Charmed) – serie TV, 3 episodi (1998-2005)
- Prison Break – serie TV, 2 episodi (2006)
- Boardwalk Empire - L'impero del crimine (Boardwalk Empire) – serie TV, un episodio, (2010)
- Elementary – serie TV, un episodio (2013)
- Person of Interest – serie TV, un episodio (2013)
- Chicago Fire – serie TV, un episodio (2014)
- The Good Fight – serie TV, un episodio (2017)
- Madam Secretary – serie TV, un episodio (2018)
- The Blacklist – serie TV, un episodio (2021)

## Doppiatori italiani
Nelle versioni in italiano delle opere in cui ha recitato, Scott Jaeck è stato doppiato da:
- Gianluca Machelli in E.R. - Medici in prima linea (ep. 9x10), Person of Interest
- Guido Rutta in Ai confini della realtà
- Giorgio Locuratolo in Santa Barbara
- Antonio Sanna in Star Trek: The Next Generation
- Emilio Cappuccio in E.R. - Medici in prima linea (st. 1 e ep. 3x18)
- Luciano Roffi in E.R. - Medici in prima linea (ep. 5x13)
- Sergio Lucchetti in E.R. - Medici in prima linea (ep. 6x01)
- Vladimiro Conti in E.R. - Medici in prima linea (ep. 6x07 e 6x15)
- Ennio Coltorti in Streghe (ep. 2x08)
- Maurizio Reti in The Lucky Ones - Un viaggio inaspettato
- Pierluigi Astore in Oh, Canada - I tradimenti